# Барбара Ърскин
Барбара Хоуп-Люис (на английски: Barbara Hope-Lewis) е английска авторка на бестселъри в жанровете паранормален и исторически любовен роман и романтичен трилър. Пише под псевдонима Барбара Ърскин (на английски: Barbara Erskine).

## Биография и творчество
Барбара Хоуп-Люис е родена на 10 август 1944 г. в Нотингам, Англия. Членовете на фамилията на майка ѝ дълги години са работили като служещи в Източноиндийската компания и в индийската армия.
Завършва история на Шотландия в Единбургския университет. Там започва да пише първия си роман (Царството на сенките), който завършва 10 години по-късно. След дипломирането си работи като научен редактор в издателска компания за образователна литература, а после и като изследовател на свободна практика за книги, посветени на изкуството и историята.
След като семейството ѝ се премества да живее в Черните планини близо Хей он Уай в Уелс и тя ражда първия си син, започва да пише разкази за издателство „Mills & Boons“, а после и нов роман.
Първият ѝ завършен роман „Lady of Hay“ е публикуван през 1986 г. Той става международен бестселър и я прави известна.
Произведенията на писателката често са в списъците на бестселърите. Те са преведени на 23 езика по света. Сюжетите на романите ѝ са свързани с историята и са умело примесени със свръхестественото.
Барбара Хоуп-Люис живее със семейството си в Херефорд и в старинно имение до Колчестър, Англия.

## Произведения

### Самостоятелни романи
- Lady of Hay (1986)
- Kingdom of Shadows (1988)
Царството на сенките, изд. „Бард“, София (2003), прев.
- Child of the Phoenix (1992)
- Midnight is a Lonely Place (1994)
Полунощ е самотно място, изд. ИК „Труд“, София (2000), прев.
- House of Echoes (1996)
- On the Edge of Darkness (1998)
По-силна от времето, изд.: „Еднорог“, София (1999), прев. Мариана Димитрова
- Whispers in the Sand (2000)
Шепотът на пясъците, изд.: Световна библиотека, София (2002), прев. Пламен Петров
- Hiding from the Light (2002)
- Daughters of Fire (2006)
- The Warrior's Princess (2008)
- Time's Legacy (2010)
- River of Destiny (2012)
- The Darkest Hour (2014)

### Сборници
- Encounters (1990)
- Distant Voices (1996)
- Sands of Time (2003)